# Râul Știuca, Olt
Râul Știuca este un curs de apă, afluent al râului Olt. 